# Величково (Тверская область)
Величково — деревня в Андреапольском районе Тверской области России. До 2019 года входила в состав ныне упразднённого Луговского сельского поселения.

## География
Деревня находится в западной части Тверской области, в зоне хвойно-широколиственных лесов, вблизи автодороги 28Н-0001, на расстоянии примерно 15 км к северо-востоку от Андреаполя, административного центра округа] и в 210 км к западу от областного центра города Твери.

### Климат
Климат характеризуется как умеренно континентальный. Среднегодовая температура воздуха — 3,9 °C. Средняя температура воздуха самого холодного месяца (января) — −9,6 °C (абсолютный минимум — −46 °C), средняя температура самого тёплого (июля) — 16,8 °С (абсолютный максимум — 34 °С). Безморозный период длится около 130 дней. Годовое количество атмосферных осадков составляет 743 мм, из которых большая часть выпадает в тёплый период. Снежный покров держится в течение 147 дней.

## Население
| 2002 | 2010 |
| ---- | ---- |
| 50   | ↘41  |

## Транспорт
В 1 км к западу от деревни проходит автодорога Андреаполь — Пено. Ближайшая ж.-д. станция находится в посёлке Охват (5,5 км к северо-западу, на линии Бологое — Великие Луки).